# 光と影 (吉川晃司の曲)
「光と影」（ひかりとかげ）は、吉川晃司が2008年4月16日にリリースした36枚目のシングル。2024年現在マキシシングルで発売された最後のオリジナルアルバム未収録のシングルである。

## 収録曲
- 全作詞：松井五郎／作曲：吉川晃司／編曲：吉川晃司、菅原弘明

1. 光と影
2. 光と影 (Original Ver.)
3. 光と影 (Original Ver. Instrumental)

## タイアップ
| 楽曲   | タイアップ                                                  | 出典  |
| ------ | ----------------------------------------------------------- | ----- |
| 光と影 | ミュージカル『SEMPO -日本のシンドラー 杉原千畝物語-』劇中歌 | [ 2 ] |

## 収録アルバム
- 光と影
  - KEEP ON SINGIN'!!!!!〜日本一心〜（2011年）
  - SINGLES+（2014年）